# Alfredo Bini, ospite inatteso
Alfredo Bini, ospite inatteso è un film documentario italiano del 2015 diretto da Simone Isola e distribuito dall'Istituto Luce Cinecittà.
Presentato alla 72ª Mostra internazionale d'arte cinematografica di Venezia è stato candidato al Globo d'oro come miglior documentario.

## Trama
Il documentario ripercorre la vita e la carriera di Alfredo Bini, importante produttore cinematografico italiano dell'immediato dopoguerra, legato alla figura di Pier Paolo Pasolini, con cui ebbe una lunga e preziosa collaborazione, di cui produsse tutti i film sin dal suo esordio, avvenuto nel 1961 con il film Accattone.